# Jaime Atria Rosselot
Jaime Atria Rosselot (Santiago, 16 de octubre de 1949) es publicista , artista, dibujante y compositor chileno.

## Biografía
Es hijo de Jaime Atria Ramírez, importante compositor y músico chileno, y de Alicia Rosselot, siendo el segundo de nueve hermanos. Estudió composición musical en el conservatorio de la Universidad de Chile entre los años 1969 y 1974. Ha creado la música de numerosos documentales turísticos de Chile y ha participado en prácticamente todos los festivales de la canción de su país. 
Jurado en variados consursos y festivales tales como: Premios Pulsar, Concurso de canciones Scottie Scott, el XVIII Concurso de composición musical Luis Advis, Semana Beatles Chile 2019 y 2022, Concurso de Fondos para la Cultura Fondart, Premios de la SCD, Effie Awards, entre otros.
Como compositor representó a Chile en el Festival de la Canción Latina en México, el de Arequipa, Perú y el Festival Latinoamericano de la Canción en Puerto Rico. 
Entre 1976 y 1979 fue fundador e integrante de la Agrupación de Cantautores de Chile.
Magdalena Matthey, Eduardo Gatti, Juan Carlos Duque, Mariela González, Andrea Tessa, Gloria Simonetti y Pedro Messone,Gloria Benavides, Camila Riestra
```
son algunos de los intérpretes que han grabado sus canciones. 
```

En 1997 su canción Sólo por ti fue premiada en el concurso de boleros Contigo en la distancia, organizado por la SCD, en homenaje a Lucho Gatica. 
Su tema "Niño otra vez" fue premiado en el tercer concurso "Música de este lado del sur" organizado por la SCD. Ha sido finalista en el Festival Internacional de la Canción de Viña del Mar con "El tren de la vida" en 2002, con "Y si un día tú regresas", interpretada por Juan Carlos Duque, en 2005 y con "Flores en tu alma" en 2007. Además, fue finalista en el Festival del Huaso de Olmué con Cariños al maíz en 2003.
En 2005 fue nominado a los premios Altazor por su producción "En el nombre del padre y del hijo".
Su cueca "Que viva Vicente Nario" fue seleccionada una de las 25 mejores cuecas del Bicentenario de Chile. En 2011 obtuvo el tercer lugar en el Festival del Huaso de Olmué con la canción "Sus ojos son dos gaviotas" interpretada por Javiera Bobadilla. Actualmente forma parte del Directorio de la Fundación de la Música Chilena.
En octubre de 2016 fue Jurado Evaluador para la categoría "Música de Raíz Folclórica y de Pueblos Originarios" para los fondos concursables Fondart. En 2017 fue jurado para los premios Pulsar, que premian cada año lo mejor de la música chilena.
Su disco "Saldos de otoño" fue lanzado lanzado mediados del 2020, con una selección de canciones interpretadas por el propio compositor y la colaboración de los músicos Tilo González  Simón González Camilo Atria Camila Riestra Verónica Soffia Enzo Godoy Andrés Pérez Caterine Campos
En su rol como publicista egresado de la Universidad de Santiago cuenta con una larga trayectoria profesional. Se desempeñó como VIP y ex Director General Creativo en Leo Burnett Chile, República Dominicana, Puerto Rico y Argentina; International Copywriter para BBH London. Fue jurado internacional en Festival de Cannes 2000 y 2002. Ha ganado importantes premios en los festivales más importantes de Publicidad en Chile y el mundo: Cannes, FIAP, Andy, New York Festival, Ojo de Iberoamérica, ADDYS y Effie ACHAP. 
Dentro de la industria publicitaria, actualmente se desempeña como director de la facultad de publicidad de la Universidad UNIACC.
Su reciente incursión en el dibujo lo ha llevado a participar en importantes exposiciones como Artweek 2021 Artweek 2022, Galería Vermilion, Exposición GALERÍA DE ATRIA en Ugo Hotel
Las facetas de este músico, creativo, compositor, cantante, artista plástico y académico parecen no tener límites.

## Discografía
| Álbum                               | Año  | Sello        |
| ----------------------------------- | ---- | ------------ |
| De un tiempo a esta parte           | 2001 | Autoedición  |
| En el nombre del padre y del hijo   | 2004 | Warner Music |
| Cuatro Venus en el corazón de Marte | 2009 | Oveja Negra  |
| Niño otra vez                       | 2011 | Autoedición  |
| Saldos de Otoño                     | 2019 | Autoedición  |

### De un tiempo a esta parte
Selección de una serie de grabaciones realizadas en distintas épocas por destacados artistas nacionales y por el propio cantautor.
El disco se pasea por el pop, la balada, el bolero y los ritmos folclóricos con acompañamientos tan sencillos como un piano o una guitarra hasta violines, charangos e instrumentos electrónicos.
Lu Rivera, Carmen Peña, Ximena Rodríguez, Paulina Sauvalle y Catalina Valdés son algunas de las voces que podemos escuchar en esta interesante recopilación, con arreglos de Alfredo Sauvalle, Germán Concha, Álvaro Scaramelli, y el propio Jaime Atria

### En el nombre del padre y del hijo
En homenaje a los 20 años del fallecimiento de su padre, Jaime Atria lanzó este disco que tituló “En el nombre del Padre y del Hijo”. Compuesto por composiciones propias que se entremezclan con algunas de su padre, el autor convocó a un grupo de destacados intérpretes nacionales que aportan con sus voces a estas composiciones: Andrea Tessa, Gloria Simonetti y Eduardo Gatti son algunos de los nombres que aparecen en los créditos de este trabajo producido por Juan Carlos Duque, y que se pasea básicamente por canciones de amor y pérdida, con un ritmo más bien calmo, donde predominan las baladas.

### Cuatro Venus en el corazón de Marte
Canciones interpretadas por Mariela González, Ema Pinto, Magdalena Matthey y Mónica Monsalves. Año 2009. Sello Oveja Negra.
El disco fue producido musicalmente por Tilo González y cuenta con la colaboración de renombrados instrumentistas tales como Simón González (guitarra, rhodes y bajo), el mismo Tilo González (batería, teclados, voz y melódica), Marcelo Aedo (bajo y contrabajo), Carlos Basilio (percusiones), Macarena Echeverría (coros), Cristián Martínez (chelo), Felipe Bravo (guitarra acústica) y Johnny Campos (trompeta).

### Niño Otra Vez
Una recopilación de algunas de sus canciones de raíz folclórica, interpetadas por destacados intérpretes de la música Chilena, entre los que destacan Magdalena Matthey, Ana María Meza y La Pájara. 

### Saldos de Otoño
Después de varios años Jaime Atria edita este disco interpretado por él mismo. Un disco que de una u otra manera ilustra la época de la vida en que se encuentra el cantautor: Terminando el otoño y comenzando el invierno. Un disco con una amplia variedad de ritmos y que cuenta con la colaboración de destacados músicos tales como Sergio "Tilo" González, Andrés Pérez, Sebastián Almarza, Simón González, Cristián Mandeville y Camilo Atria, quien además es junto a Jaime Atria el coproductor. El disco también cuenta con las voces de Katy Campos en el tango "Leyendo a Lemebel" y Camila Riestra que interpreta la sensual "Su Boca".